# Hydropsyche newae
Hydropsyche newae is een schietmot uit de familie Hydropsychidae. De soort komt voor in het Palearctisch gebied.